# Stanley Kiprotich Rono
Stanley Kiprotich Rono (* 30. November 1977) ist ein kenianischer Marathonläufer.
2008 wurde er Zwölfter beim Toronto Waterfront Marathon. Im Jahr darauf folgte einem achten Platz beim Mumbai-Marathon und jeweils einem fünften Platz beim Hannover-Marathon sowie beim Bredase Singelloop ein 13. Platz beim Eindhoven-Marathon.  
2010 siegte er beim Luxemburg-Marathon. Im Folgejahr wurde er an selber Stelle Zweiter.

## Persönliche Bestzeiten
- Halbmarathon: 1:02:44 h, 4. Oktober 2009, Breda
- Marathon: 2:12:10 h, 11. Oktober 2009, Eindhoven